# Генрік Рюдстрем
Генрік Рюдстрем (швед. Henrik Rydström, нар. 16 лютого 1976, Карлскруна) — шведський футболіст, що грав на позиції півзахисника. По завершенні ігрової кар'єри — тренер. 
Найбільш відомий виступами за клуб «Кальмар», з яким як гравець ставав чемпіоном Швеції, а також володарем Кубка та Суперкубка. Згодом працював з цим клубом і як головний тренер. З 2023 року очолює тренерський штаб команди «Мальме», з яким як тренер став дворазовим чемпіоном Швеції, а також володарем Кубка Швеції.

## Ігрова кар'єра
Народився 16 лютого 1976 року в місті Карлскруна. Вихованець юнацьких команд футбольних клубів «Лістербю» та «Кальмар».

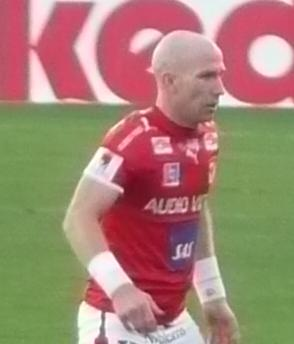
Генрік Рюдстрем під час виступів за «Кальмар». 2007 рік.

У дорослому футболі дебютував 1993 року виступами за команду «Кальмар», в якій провів двадцять сезонів, взявши участь у 551 матчі чемпіонату. Більшість часу, проведеного у складі «Кальмара», був основним гравцем команди. Його першим успіхом з «Кальмаром» стало друге місце в чемпіонаті Швеції та виграш Кубка Швеції в 2007 році. У 2008 році його команда виграла перший в історії клубу титул національного чемпіона, а Рюдстрем забив двічі у 25 матчах. а наступного року «Кальмар» також виграв Суперкубок Швеції. Наприкінці сезону 2013 року півзахисник оголосив про завершення кар'єри. У неділю, 3 листопада, він востаннє одягнув футболку «Кальмара» під час домашнього матчу проти «М'єльбю» (2:1). Зігравши загалом 802 матчі за клуб в усіх турнірах (314 з яких у складі Аллсвенскан), він став гравцем «Кальмара» з найбільшою кількістю офіційних матчів в історії, через що клуб вирішив вивести з обігу 8 номер, під яким виступав Рюдстрем.
Після завершення професіональної кар'єри він грав епізодично за різні аматорські клуби у шостому національному дивізіоні.

## Кар'єра тренера
Після завершення кар'єри у 2014 році, він очолив юнацьку команду «Кальмар» до 17 років, а наступного року він очолив команду до 19 років. Потім він розпочав сезон 2016 року як асистент Петера Сварда, але вже в листопаді повернутися до тренерської роботи з командою до 19 років. У червні 2017 року він повернувся до першої команди, ставши асистентом Нанне Бергстранда. Восени 2018 року Рюдстрем став головним тренером після того, як Бергстранд покинув команду через стан здоров'я. Рюдстрем завершив сезон, але результати були невтішними і після сезону рада директорів клубу оголосила, що тренер не продовжить роботу у клубі.
У грудні 2018 року Рюдстрема було призначено головним тренером команди «Сіріус» (Уппсала) разом з Мірзою Єлечаком. З сезону 2020 року Генрік став єдиним головним тренером, але вже в листопаді того ж року він покинув клуб з Уппсали через сімейні обставини.
На початку 2021 року Рюдстрем повернувся у «Кальмар». Рюдстрем добре попрацював у «Кальмарі» та підняв «Кальмар», який у попередніх сезонах був внизу ліги, і сезон 2021 року завершив на шостому місці. Після сезону клуб підписав новий контракт з Рюдстремом до 2024 року. Сезон 2022 року приніс ще кращі результати, і «Кальмар» посів четверте місце в Аллсвенскан, що стало найкращою позицією клубу з часів останнього сезону Рюдстрема у клубі як гравця у 2013 році.
Незважаючи на бажання «Кальмара» залишити тренера до закінчення терміну дії контракту, перед початком сезону 2023 року Рюдстрем став новим головним тренером «Мальме». У своєму дебютному сезоні Рюдстрем привів «Мальме» до чемпіонства. Команда вирішила долю титулу в матчі останнього туру проти «Ельфсборга», здобувши домашню перемогу з рахунком 1:0. 2024 року Рюдстрем з командою здобув «золотий дубль».

## Титули і досягнення

### Як гравця
- Чемпіон Швеції (1):

«Кальмар»: 2008
- Володар Кубка Швеції (1):

«Кальмар»: 2007
- Володар Суперкубка Швеції (1):

«Кальмар»: 2009

### Як тренера
- Чемпіон Швеції (2):

«Мальме»: 2023, 2024
- Володар Кубка Швеції (1):

«Мальме»: 2023/24